# Kialovanga
Kialovanga (en russe : Кялованга) est un hameau inhabité russe de la municipalité de Tchekouïevo du raïon d'Onega dans l'oblast d'Arkhangelsk. 

## Géographie
Kialovanga est située dans le nord-ouest de l'oblast d'Arkhangelsk, un sujet de Russie européenne qui fait partie du district fédéral du Nord-Ouest. La localité fait partie de l'établissement rural de Tchekouïevo, une municipalité avec comme chef-lieu Tchekouïevo, dans le raïon d'Onega, un des raïons de l'oblast, avec la ville d'Onega comme centre administratif.
Kialovanga, comme tout l'oblast d'Arkhangelsk, est située dans le fuseau horaire MSK (heure de Moscou). Le décalage horaire appliqué par rapport au temps universel coordonné est +03:00.

## Démographie
Recensements (*) ou estimations de la population,,,,:
| 2002* | 2010* | 2012 | 2021* |
| ----- | ----- | ---- | ----- |
| 7     | 3     | 1    | 0     |

## Culture locale et patrimoine
Le hameau possède la chapelle des Saints-Pierre-et-Paul, une chapelle d'Architecture en bois russe typique du Nord russe, construite au XIXe siècle. L'édifice est classé comme objet patrimonial culturel de Russie d'importance fédérale sous le no 291510267410005 depuis 1998.